# Gran Premi del Brasil del 2006
Resultats del Gran Premi de Brasil de Fórmula 1 de 2006, disputat al Circuit Carlos Pace de Interlagos, el 22 d'octubre del 2006.

## Resultats
| Pos | No | Pilot                | Equip                 | Voltes | Temps/ Retirada  | Pos. de sortida | Punts |
| --- | -- | -------------------- | --------------------- | ------ | ---------------- | --------------- | ----- |
| 1   | 6  | Felipe Massa         | Ferrari               | 71     | 1h 31' 53. 751   | 1               | 10    |
| 2   | 1  | Fernando Alonso      | Renault               | 71     | + 18.658 s       | 4               | 8     |
| 3   | 12 | Jenson Button        | Honda                 | 71     | + 19.394 s       | 14              | 6     |
| 4   | 5  | Michael Schumacher   | Ferrari               | 71     | + 24.094 s       | 10              | 5     |
| 5   | 3  | Kimi Räikkönen       | McLaren - Mercedes    | 71     | + 28.503 s       | 2               | 4     |
| 6   | 2  | Giancarlo Fisichella | Renault               | 71     | + 30.287 s       | 6               | 3     |
| 7   | 11 | Rubens Barrichello   | Honda                 | 71     | + 40.294 s       | 5               | 2     |
| 8   | 4  | Pedro de la Rosa     | McLaren - Mercedes    | 71     | + 52.068 s       | 12              | 1     |
| 9   | 17 | Robert Kubica        | BMW Sauber - BMW      | 71     | + 1' 07.642 min. | 9               |       |
| 10  | 22 | Takuma Sato          | Super Aguri - Honda   | 70     | + 1 Volta        | 19              |       |
| 11  | 21 | Scott Speed          | Toro Rosso - Cosworth | 70     | + 1 Volta        | 16              |       |
| 12  | 15 | Robert Doornbos      | Red Bull - Ferrari    | 70     | + 1 Volta        | 22              |       |
| 13  | 20 | Vitantonio Liuzzi    | Toro Rosso - Cosworth | 70     | + 1 Volta        | 15              |       |
| 14  | 19 | Christijan Albers    | Spyker MF1 - Toyota   | 70     | + 1 Volta        | 17              |       |
| 15  | 18 | Tiago Monteiro       | Spyker MF1 - Toyota   | 69     | + 2 Voltes       | 21              |       |
| 16  | 23 | Sakon Yamamoto       | Super Aguri - Honda   | 69     | + 2 Voltes       | 20              |       |
| 17  | 16 | Nick Heidfeld        | BMW Sauber - BMW      | 63     | Accident         | 8               |       |
| Ret | 14 | David Coulthard      | Red Bull - Ferrari    | 14     | Caixa canvi      | 18              |       |
| Ret | 8  | Jarno Trulli         | Toyota                | 10     | Suspensions      | 3               |       |
| Ret | 7  | Ralf Schumacher      | Toyota                | 9      | Suspensions      | 7               |       |
| Ret | 9  | Mark Webber          | Williams - Cosworth   | 1      | Accident         | 11              |       |
| Ret | 10 | Nico Rosberg         | Williams - Cosworth   | 0      | Accident         | 13              |       |

## Altres
- Pole: Felipe Massa 1: 10. 680
- Volta ràpida: Michael Schumacher 1: 12. 162 a la volta 70.